# Семейство Агнии
Семейство Агнии — небольшое семейство астероидов, расположенное в главном поясе. Семейство названо в честь первого астероида, классифицированного в эту группу — (847) Агния.

## Крупнейшие астероиды этого семейства
| Имя             | Диаметр  | Большая полуось | Наклонение орбиты | Эксцентриситет орбиты | Год открытия |
| --------------- | -------- | --------------- | ----------------- | --------------------- | ------------ |
| (847) Агния     | 28,04 км | 2,782 а. е.     | 2,489 °           | 0,093                 | 1915         |
| (1020) Аркадия  | ?        | 2,790 а. е.     | 4,059 °           | 0,043                 | 1924         |
| (1228) Скабиоза | ?        | 2,769 а. е.     | 3,283 °           | 0,041                 | 1931         |
| (2401) Аэлита   | ?        | 2,771 а. е.     | 4,329 °           | 0,061                 | 1975         |
| (3395) Йитка    | ?        | 2,791 а. е.     | 4,029 °           | 0,057                 | 1985         |